# 圣福尔坎
圣福尔坎（法語：Saint-Folquin，法語發音：[sɛ̃ fɔlkɛ̃]）是法国上法蘭西大區加来海峡省的一个市镇，属于圣奥梅尔区。

## 地理
圣福尔坎（50°56'47"N, 2°7'20"E）面积17.95 平方千米，位于法国上法蘭西大區加来海峡省，该省份为法国北部沿海省份，西北濒北海，南至索姆省，东临北部省。
与圣福尔坎接壤的市镇（或旧市镇、城区）包括：格拉沃利讷、布尔堡、阿河畔圣乔治、欧德吕克、瓦普拉日、圣玛丽凯尔克、圣奥梅尔卡佩勒。

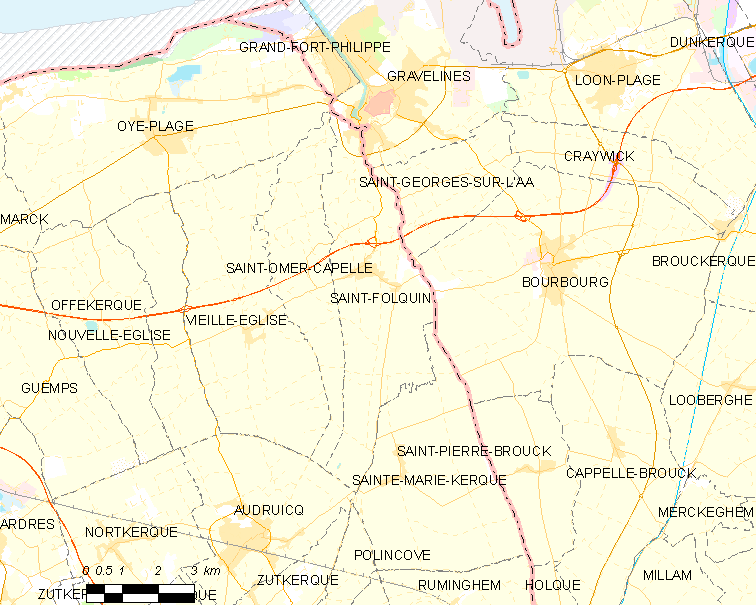
圣福尔坎的OSM定位图

圣福尔坎的时区为UTC+01:00、UTC+02:00（夏令时）。

## 行政
圣福尔坎的邮政编码为62370，INSEE市镇编码为62748。

## 政治
圣福尔坎所属的省级选区为马克县。

## 人口

1962-2008年间圣福尔坎人口变化图示

圣福尔坎于2022年1月1日时的人口数量为2339人。